# Knijptechniek
Knijptechniek is de naam van een techniek die gebruikt wordt bij de behandeling van voortijdige ejaculatie. De penis wordt gestimuleerd tot net voor het orgasme komt. Dan drukt de partner stevig met de duim en twee vingers op de schacht van de penis, net onder de eikel. Hierdoor verdwijnt het gevoel van het aankomend orgasme. Daarna kan de stimulatie worden doorgezet. Pas na dit procedé een aantal keren herhaald te hebben, mag de man klaarkomen.
Wordt de techniek te veel gebruikt, dan kan de man gevoelloos worden voor de stimulatie. Er kunnen dan nieuwe angsten ontstaan; ditmaal niet voor een voortijdige ejaculatie, maar voor impotentie.
Volgens Masters en Johnson helpt de knijptechniek bij 97,8% van alle mannen.